# Jean-Jacques Amelot de Chaillou
Jean-Jacques Amelot de Chaillou (* 30. April 1689 in Châtillon-sur-Indre; † 7. Mai 1749 in Paris) war ein französischer Politiker, Außenminister und Mitglied der Académie française.

## Leben und Werk
Jean-Jacques Amelot de Chaillou entstammte einer Familie hoher Staatsbeamter. Er wurde umfassend ausgebildet und zeigte sowohl literarisches wie mathematisch-naturwissenschaftliches Interesse. 1711 trat er in die Staatsverwaltung ein, bewährte sich im diplomatischen Dienst in Rom, war in leitender Position in La Rochelle, dann Stellvertreter des Finanzministers, schließlich von 1737 bis 1744 Außenminister Frankreichs. Er starb 1749 im Alter von 60 Jahren. Amelot war in erster Ehe mit der Tochter von Gio Paolo Bombarda verheiratet (1716–1719).
Amelot wurde 1727 in die Académie française (Sitz Nr. 10) gewählt und 1741 als Honoraire in die Académie des sciences. Er war Träger des Michaelsordens und des Ordens vom Heiligen Geist. Er hinterließ keine Schriften.